# Xã Red Rock, Quận Marion, Iowa
Xã Red Rock (tiếng Anh: Red Rock Township) là một xã thuộc quận Marion, tiểu bang Iowa, Hoa Kỳ. Năm 2010, dân số của xã này là 596 người.